# 阿廷 (巴伐利亚)
阿廷是德国巴伐利亚州的一个市镇。总面积14.92平方公里，总人口1663人，其中男性845人，女性818人（2011年12月31日），人口密度111人/平方公里。